# Symphyogyna sinuata
Symphyogyna sinuata là một loài rêu trong họ Pallaviciniaceae. Loài này được (Sw.) Mont. & Nees mô tả khoa học đầu tiên năm 1839.